# Augustine Eugene Hornyak
Augustine Eugene Hornyak OSBM, auch Augustinus Eugene Hornyak, ukrainisch: Августин Горняк, (* 7. Oktober 1919 in Kucura, Königreich Jugoslawien; † 16. November 2003 in London) war ein jugoslawischer Bischof der Ukrainischen Griechisch-Katholischen Kirche und der erste Apostolische Exarch von Großbritannien.

## Leben
Eugene Hornyak war das dritte von fünf Kindern. Er absolvierte seine Grundschulbildung in seinem Geburtsort Kucura. Schon im frühen Kindesalter fühlte sich Eugene zum Priesteramt hingezogen, so dass ihn seine Eltern in das Bistum Križevci schickten. Hier übernahm Bischof Dionisije Njaradi seine Betreuung und Ausbildung zum Priester. 1940 wurde Hornyak nach Rom entsandt und studierte am Päpstlichen Ukrainischen Kolleg. Am 25. März 1945 empfing er in Rom durch Weihbischof Ivan Bucko (Erzeparchie Philadelphia) die Priesterweihe. Hornyak setzte sein Studium in Rom fort und schloss dieses mit einem graduierten Examen in Theologie und Kirchenrecht ab.

### Kanada und USA
Zu Beginn des Zweiten Weltkrieges ging er auf Einladung von Bischof Daniel Ivancho nach Pittsburgh und lehrte am Priesterseminar der ruthenischen Erzeparchie Pittsburgh Kirchenrecht und Dogmatik. Daneben übte er das Amt des Chorleiters und Geistlichen Direktors aus.
Im Jahr 1956 trat Eugene Hornyak in Mundare (Alberta, Kanada) sein Noviziat in der Ordensgemeinschaft der Basilianer des hl. Josaphat an und wählte als Ordensnamen Augustinus. 1957 ging er in die USA zurück und legte am 19. Juni 1960 sein ewiges Ordensgelübde ab. Danach wurde er zum spirituellen Leiter des ukrainisch griechisch-katholischen Priesterseminars in der Eparchie Stamford berufen. Es schloss sich die Aufgabe des Novizenmeisters in Glen Cove an.

### Großbritannien
Mit der Berufung zum Weihbischof im Apostolischen Exarchat England und Wales wurde Pater Augustinus am 14. August 1961 zum Titularbischof von Hermonthis ernannt. Am 26. Oktober 1961 spendete ihm der Erzbischof von Philadelphia Ambrozij Andrew Senyshyn OSBM die Bischofsweihe; Mitkonsekratoren waren Bischof Isidore Borecky, Apostolischer Exarch von Ostkanada und Joseph Michael Schmondiuk, Bischof der Eparchie Stamford. Papst Johannes XXIII. ernannte ihn am 12. Mai 1968 zum Apostolischen Exarchen von England und Wales (später Apostolisches Exarchat von Großbritannien).
Während seiner Amtszeit nahm er an allen vier Sitzungsperioden des Zweiten Vatikanischen Konzils teil. Er war Mitkonsekrator bei Joakim Segedi zum Titularbischof von Titularbistum Gypsaria, Michael Joseph Dudick zum Bischof der Ruthenischen Griechisch-katholischen Kirche von Passaic und Miroslaw Stefan Marusyn zum Titularbischof von Cadi. Seit seinem Rücktritt am 29. September 1987 war er emeritierter Apostolischer Exarch von Großbritannien, sein Nachfolger wurde Michel Hrynchyshyn. Bischof Hornyak starb am 16. November 2003 in London und wurde in seinem Geburtsort Kucura (heute Serbien) beigesetzt.